# Condorcet (Drôme)
Pour les articles homonymes, voir Condorcet.
Condorcet est une commune française située dans le département de la Drôme, en région Auvergne-Rhône-Alpes.

## Géographie

### Localisation
Condorcet est situé à 10 km au nord-est de Nyons.

### Relief et géologie
Le relief de la commune est accidenté, composé de plusieurs vallons, des affluents du Bentrix, et quelques sommets entre 600 et 800 mètres. Le point culminant est le Cougoir, à 1 214 m.
Plusieurs gisements de baryte, gypse, calcite, plâtre, plomb étaient exploités. Le 15 mars 1951, la fermeture de la ligne de chemin de fer de Pierrelatte à Nyons provoqua la fin de ces activités[réf. nécessaire].

### Hydrographie
La commune est arrosée par le Bentrix, cours d'eau de 15,4 km, affluent de l'Eygues, ainsi que par certains de ses affluents, comme le ruisseau de Roubiousse, ou le ravin de Marnas.

### Climat
Pour des articles plus généraux, voir Climat d'Auvergne-Rhône-Alpes et Climat de la Drôme.
En 2010, le climat de la commune est de type climat méditerranéen altéré, selon une étude du CNRS s'appuyant sur une série de données couvrant la période 1971-2000. En 2020, Météo-France publie une typologie des climats de la France métropolitaine dans laquelle la commune est exposée à un climat de montagne ou de marges de montagne et est dans la région climatique  Alpes du sud, caractérisée par une pluviométrie annuelle de 850 à 1 000 mm, minimale en été. 
Pour la période 1971-2000, la température annuelle moyenne est de 12,6 °C, avec une amplitude thermique annuelle de 17 °C. Le cumul annuel moyen de précipitations est de 842 mm, avec 7 jours de précipitations en janvier et 3,8 jours en juillet. Pour la période 1991-2020, la température moyenne annuelle observée sur la station météorologique de Météo-France la plus proche, « Nyons P182 »sur la commune de Nyons à 7 km à vol d'oiseau, est de 14,5 °C et le cumul annuel moyen de précipitations est de 756,7 mm,. Pour l'avenir, les paramètres climatiques de la commune estimés pour 2050 selon différents scénarios d'émission de gaz à effet de serre sont consultables sur un site dédié publié par Météo-France en novembre 2022.

### Voies de communication et transports
Le village est traversé par la route départementale D 70 qui permet de rejoindre le hameau de La Bonté vers le sud, Saint-Ferréol-Trente-Pas, Crest et Valence vers le nord.
Le hameau de La Bonté est quant à lui traversé par la route départementale D 94 qui rejoint Nyons, Montélimar, Orange et les grands axes autoroutiers vers l'ouest, Gap et les Alpes vers l'est.
Le hameau de Saint-Pons est accessible par la route départementale D 227.
La ligne de bus 38 du réseau interurbain de la Drôme qui relie Bouvières à Nyons traverse le village. Elle circule en période scolaire et tous les jeudis matin (pour le marché de Nyons).

## Urbanisme

### Typologie
Au 1er janvier 2024, Condorcet est catégorisée commune rurale à habitat dispersé, selon la nouvelle grille communale de densité à 7 niveaux définie par l'Insee en 2022.
Elle est située hors unité urbaine. Par ailleurs la commune fait partie de l'aire d'attraction de Nyons, dont elle est une commune de la couronne,. Cette aire, qui regroupe 17 communes, est catégorisée dans les aires de moins de 50 000 habitants,.

### Occupation des sols
L'occupation des sols de la commune, telle qu'elle ressort de la base de données européenne d’occupation biophysique des sols Corine Land Cover (CLC), est marquée par l'importance des forêts et milieux semi-naturels (68,9 % en 2018), en diminution par rapport à 1990 (76,4 %). La répartition détaillée en 2018 est la suivante : 
forêts (40,4 %), zones agricoles hétérogènes (28,3 %), milieux à végétation arbustive et/ou herbacée (21,1 %), espaces ouverts, sans ou avec peu de végétation (7,4 %), zones urbanisées (1,5 %), cultures permanentes (1,3 %). L'évolution de l’occupation des sols de la commune et de ses infrastructures peut être observée sur les différentes représentations cartographiques du territoire : la carte de Cassini (XVIIIe siècle), la carte d'état-major (1820-1866) et les cartes ou photos aériennes de l'IGN pour la période actuelle (1950 à aujourd'hui).

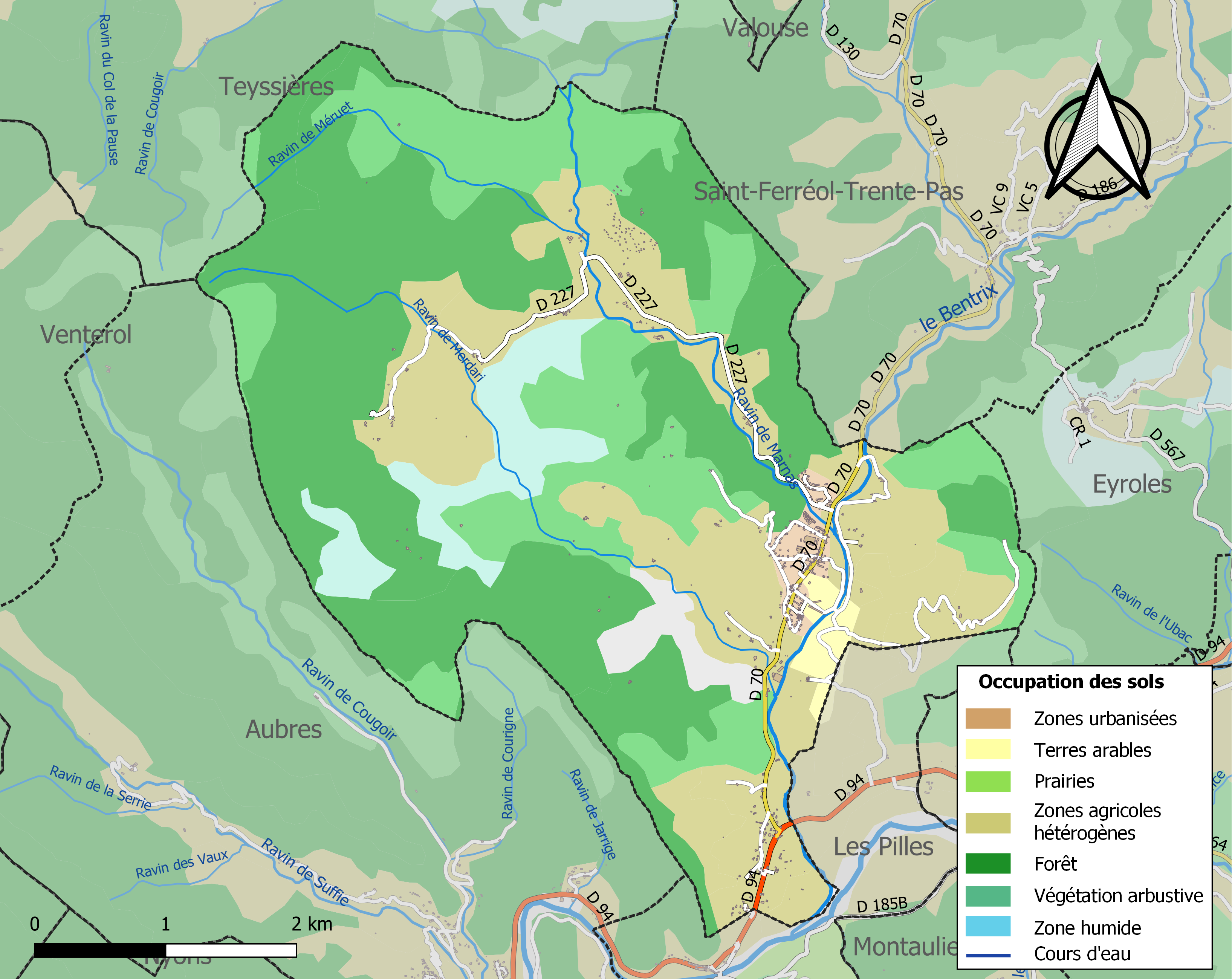
Carte des infrastructures et de l'occupation des sols de la commune en 2018 (CLC).

### Morphologie urbaine

#### Hameaux et lieux-dits
En plus du village principal, cette commune de la Drôme provençale comporte plusieurs hameaux : la Bégude, proche du village, les Cognets, Saint-Pons, les Ouvières, et la Bonté, le plus au sud.

## Toponymie

### Attestations
Dictionnaire topographique du département de la Drôme :
- 956 : Condacense in pago Diense (cartulaire de Cluny, 1013).
- 998 : castrum Condorcense in Proventia (D. Bouquet, XI, 545).
- 1295 : Condorceium (archives de la Drôme, E 796).
- 1309 : Condorcesio (inventaire des dauphins, 241).
- 1391 : Condorssez (choix de docum., 214).
- XIVe siècle : mention du prieuré : prior de Condorceyo (pouillé de Die).
- 1415 : mention du prieuré : prior de Condecesio (pouillé de Die).
- 1430 : Condorseys in Baroniis (choix de docum., 334).
- 1449 : mention du prieuré : prioratus de Condorcesio (pouillé hist.).
- 1503 : mention de l'église Saint-Pierre : ecclesia Sancti Petri de Condorcesio (visites épiscopales).
- 1516 : mention de la paroisse : cura Condorcesii (rôle de décimes).
- 1576 : Condorses (choix de docum., 334).
- 1644 : Condourcet (visites épiscopales de Die).
- XVIIe siècle : mention du prieuré : prioratus de Condorceyio (pouillé gén., 95).
- 1891 : Condorcet, commune du canton de Nyons.

Entre 1880 et 1914 : Condorcet les Bains[réf. nécessaire].

### Étymologie
Il y a plusieurs hypothèses :
- Dérivé de corca orcium (vase de terre)[18][source insuffisante].
- Le château aurait été bâti sur le fundus, propriété de Condorcus, latinisation du nom de personne gaulois Condorcos (celui qui voit, ou celui qu'on regarde)[19][source insuffisante].

## Histoire

### Protohistoire
L'origine de Condorcet remonterait à l'époque gauloise comme en témoignerait le toponyme. Une vieille tradition veut que l'emplacement du village, actuellement en ruines, ait été occupé autrefois par un bois sacré des druides[réf. nécessaire].

### Du Moyen Âge à la Révolution
945 : fondation d'un prieuré de l'ordre de Cluny, dépendant du prieuré de Sainte-Jatte.
La seigneurie :
- Terre des anciens comtes de Diois[17].
- Terre des Isoard d'Aix[17].
- 1239 : elle passe (par mariage) aux princes d'Orange (de la maison de Baux)[17].
  - Les princes d'Orange de la maison des Baux en possédèrent le haut domaine à partir de 1239[20].
- Ces derniers la dotent à l'une de leurs filles mariée chez les Rolland[17].
- 1414 : recouvrée par les Orange[17].
- 1478 : cédée aux Bathernay[17].
- Peu après : la terre fait retour aux Orange[17].
- 1501 : donnée aux Poitiers d'Allan[17].
- 1564 : passe (par alliance) aux Caritat, derniers seigneurs[17].

1304 (démographie) : 63 familles.
1685 (démographie) : 576 personnes.
Avant 1790, Condorcet était une communauté de l'élection de Montélimar, subdélégation et bailliage du Buis.

Elle formait une paroisse du diocèse de Die dont l'église, dédiée à saint Pierre, était celle d'un prieuré de l'ordre de Cluny (dépendant du prieuré de Sainte-Jatte) qui fut fondé en 945. Son titulaire avait la collation de la cure et les dîmes de cette paroisse.
Jusqu'à la Révolution, on utilisait sur le marché de Condorcet les unités de mesure en cours à Orange, sauf pour les poids, pour lesquels on utilisait ceux du Buis.
Le péage de Condorcet fut supprimé au XVIIIe siècle.

### De la Révolution à nos jours
Comprise, en 1790, dans le canton de Vinsobres, cette commune devient, en 1793, le chef-lieu d'un canton, comprenant Aubres, Condorcet, Eyrolles, les Pilles, le Pègue, Rousset, Saint-Pantaléon et Valouse.

La réorganisation de l'an VIII (1799-1800) en fait une simple commune du canton de Nyons.
1796 (démographie) : 602 personnes.
Vers 1870, une nouvelle route menant à Dieulefit est construite dans la vallée en remplacement de celle qui passait par le vieux village.

C'est à cette époque que les villageois démolissent leurs maisons et construisent dans la vallée, à l'emplacement du village actuel. C'est aussi de cette époque que datent l'église et les écoles actuelles. L'ancien cimetière au pied du vieux village a été fonctionnel jusque dans les années 1950[réf. nécessaire].
Plusieurs gisements de baryte, gypse, calcite, plâtre et plomb étaient exploités. Le 15 mars 1951, la fermeture de la ligne de chemin de fer de Pierrelatte à Nyons provoqua la fin de ces activités[réf. nécessaire].
L'eau de la source minérale du Rouet a servi de remède à de nombreux malades. Condorcet les Bains fut le nom du village entre 1880 et 1914. Cette activité cessa également ; la commune n'ayant pas les moyens de rivaliser avec d'autres villes d'eaux[réf. nécessaire].

## Politique et administration

### Administration municipale
Le village de Condorcet est une collectivité territoriale administrée par un conseil municipal qui est l'assemblée délibérante de la commune et qui a pour mission de régler par ses délibérations les affaires de la commune. Le conseil municipal élit en son sein le maire. Comme pour toute commune dont la population est comprise entre 100 et 499 habitants, ce conseil est composé de 11 membres (le maire, 3 adjoints et 7 conseillers municipaux) élus au suffrage universel direct pour un mandat de six ans renouvelable.

### Liste des maires
| Période                                  | Période                | Identité                      | Étiquette        | Qualité                      |
| ---------------------------------------- | ---------------------- | ----------------------------- | ---------------- | ---------------------------- |
| Les données manquantes sont à compléter. |                        |                               |                  |                              |
| 1833                                     | 1835                   | François Joseph Clément       |                  |                              |
| 1835                                     | 1840                   | Jacques Bernard Reynaud       |                  |                              |
| 1840                                     | 1846                   | Pierre Pons Barthelemy Serret |                  |                              |
| 1847                                     | 1851                   | François Joseph Clément       |                  |                              |
| 1851                                     | 1859                   | François Fauque               |                  |                              |
| 1859                                     | 1865                   | François Joseph Clément       |                  |                              |
| 1865                                     | 1870                   | Etienne-Martin Clément        |                  |                              |
| 1870                                     | 1874                   | François Saurel               |                  |                              |
| 1874                                     | 1879                   | Grégoire Veyrier              |                  |                              |
| 1880                                     | 1896                   | Frédéric Lambert              |                  |                              |
| 1896                                     | 1904                   | Joseph Veyrier                |                  | Chevalier du Mérite agricole |
| 1904                                     | 1919                   | Hector Clément                |                  |                              |
| 1919                                     |                        | ?                             |                  |                              |
| 1925                                     |                        | ?                             |                  |                              |
| 1929                                     |                        | ?                             |                  |                              |
| 1935                                     |                        | ?                             |                  |                              |
| 1945                                     |                        | ?                             |                  |                              |
| 1947                                     |                        | ?                             |                  |                              |
| 1953                                     |                        | ?                             |                  |                              |
| 1959                                     |                        | ?                             |                  |                              |
| 1965                                     |                        | ?                             |                  |                              |
| 1971                                     |                        | ?                             |                  |                              |
| 1977                                     | 1983                   | Jean-Paul Verdun              |                  |                              |
| 1983                                     |                        | ?                             |                  |                              |
| 1989                                     |                        | ?                             |                  |                              |
| 1995                                     |                        | ?                             |                  |                              |
| 2001                                     | 2014                   | Patrick Coullet               |                  |                              |
| 2014                                     | En cours (au may 2025) | Jean-Claude Brus              | (sans étiquette) | fonctionnaire                |

### Rattachements administratifs et électoraux
En 1800, la commune fait partie du Canton de Nyons puis, en 2015, de celui de Nyons et Baronnies, dans l'arrondissement de Nyons.
Depuis le découpage de 1986, elle est rattachée à la 3e circonscription législative de la Drôme.
De 1997 à 2016, elle fait partie  de la communauté de communes du Val d'Eygues puis, en 2017, de celle des Baronnies en Drôme Provençale.

## Population et société

### Démographie
L'évolution du nombre d'habitants est connue à travers les recensements de la population effectués dans la commune depuis 1793. Pour les communes de moins de 10 000 habitants, une enquête de recensement portant sur toute la population est réalisée tous les cinq ans, les populations de référence des années intermédiaires étant quant à elles estimées par interpolation ou extrapolation. Pour la commune, le premier recensement exhaustif entrant dans le cadre du nouveau dispositif a été réalisé en 2004.

En 2022, la commune comptait 506 habitants, en évolution de +5,42 % par rapport à 2016 (Drôme : +2,64 %, France hors Mayotte : +2,11 %).
| 1793 | 1800 | 1806 | 1821 | 1831 | 1836 | 1841 | 1846 | 1851 |
| ---- | ---- | ---- | ---- | ---- | ---- | ---- | ---- | ---- |
| 602  | 450  | 626  | 639  | 748  | 734  | 714  | 704  | 689  |

| 1856 | 1861 | 1866 | 1872 | 1876 | 1881 | 1886 | 1891 | 1896 |
| ---- | ---- | ---- | ---- | ---- | ---- | ---- | ---- | ---- |
| 639  | 617  | 561  | 528  | 594  | 572  | 558  | 585  | 516  |

| 1901 | 1906 | 1911 | 1921 | 1926 | 1931 | 1936 | 1946 | 1954 |
| ---- | ---- | ---- | ---- | ---- | ---- | ---- | ---- | ---- |
| 505  | 494  | 495  | 461  | 436  | 430  | 408  | 287  | 256  |

| 1962 | 1968 | 1975 | 1982 | 1990 | 1999 | 2004 | 2006 | 2009 |
| ---- | ---- | ---- | ---- | ---- | ---- | ---- | ---- | ---- |
| 222  | 224  | 252  | 340  | 386  | 447  | 471  | 458  | 482  |

| 2014 | 2019 | 2022 | - | - | - | - | - | - |
| ---- | ---- | ---- | - | - | - | - | - | - |
| 474  | 499  | 506  | - | - | - | - | - | - |

### Enseignement
La commune dépend de l'académie de Grenoble et dispose d'une école maternelle à classe unique (20 enfants) faisant partie du regroupement pédagogique intercommunal (R.P.I) du Bentrix. L'école primaire se situe dans la commune voisine de Saint-Ferréol-Trente-Pas. Les services de garderie, cantine et de gestion des écoles sont gérés par le syndicat intercommunal à vocation scolaire (S.I.V.O.S) La Récréation.
Le collège public le plus proche se situe à Nyons.
Le lycée public le plus proche se situe également à Nyons. Les lycéens peuvent y suivre un cursus général ou technologique (filière STMG uniquement). 
Le lycée professionnel le plus proche se situe à Valréas mais dépend de l'Académie d'Aix-Marseille.

### Santé
Il n'y a aucun professionnel de santé sur la commune de Condorcet. Les médecins généralistes les plus proches, ainsi que l’hôpital, se situent à Nyons. En revanche, une maison spécialisée de l'association Perce-Neige est à la disposition des personnes handicapées au lieu-dit Saint-Pons.

### Manifestations culturelles et festivités
- Fête de la Saint-Jean: samedi précédent la Saint-Jean (24 juin)[32].
- Fête votive (ou patronale) : premier week-end d'août[33].

### Sports
- Centre équestre[18].

### Cultes
La paroisse catholique de Condorcet dépend du diocèse de Valence, doyenné de Sahune.

## Économie

### Agriculture
En 1992 : pâturages (caprins, ovins), lavande, vergers, oliviers, aviculture / Produits locaux : fromage Picodon).

### Viticulture
La commune fait partie de la zone de production des coteaux-des-baronnies.

### Artisanat et commerces

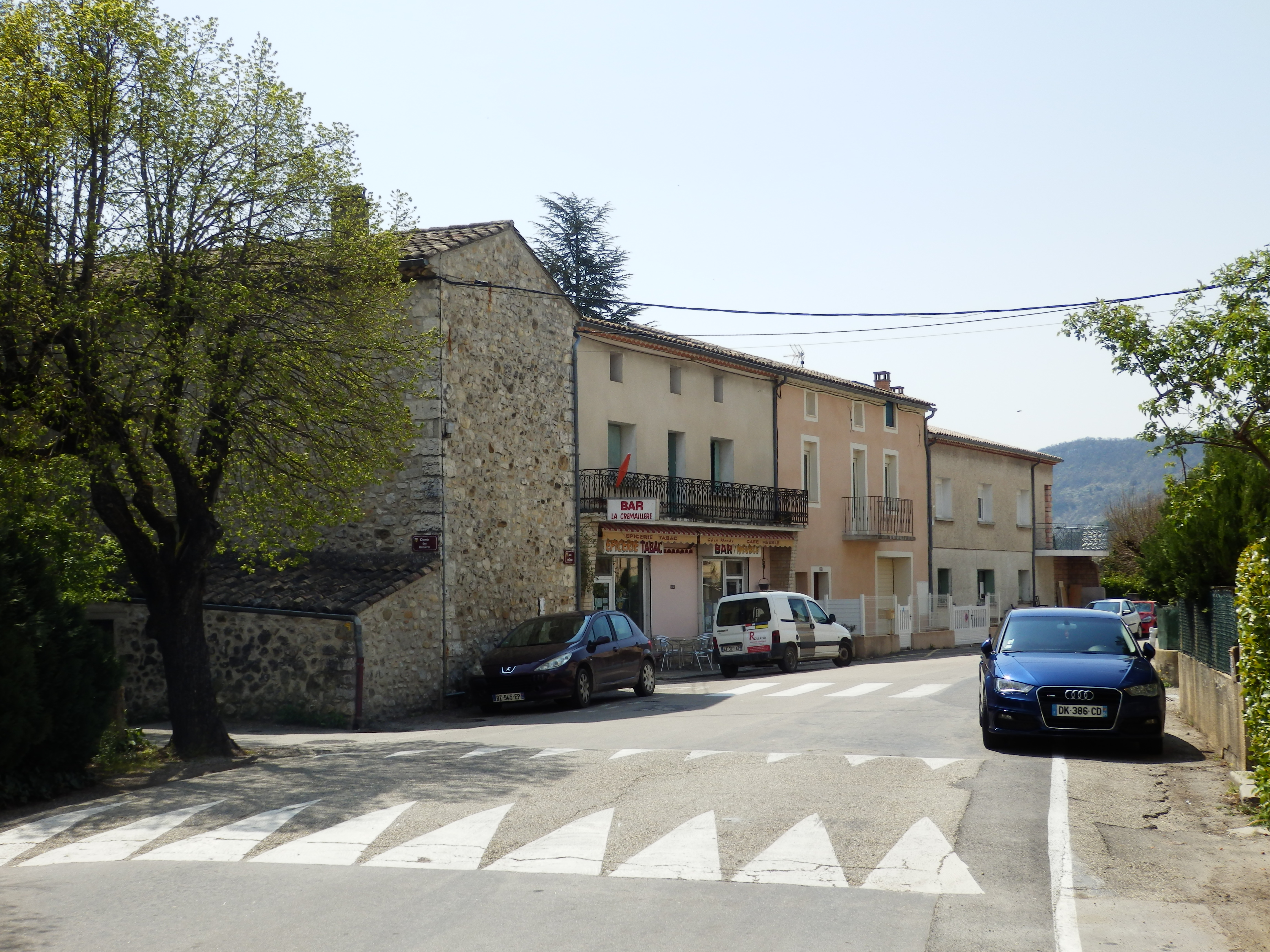
Rue principale

De nombreux commerces et entreprises de proximité sont implantés sur la commune : boulangerie, maçons, services à l'habitat plus généralement.
Marchés de l'été : tous les mardis dès 17h30.

### Tourisme
- Collines et torrents pittoresques[18].
- Gîte d'étape de randonnées[18].

Plusieurs modes d'hébergement sont à la disposition des touristes : un camping, quatre gîtes ruraux, une chambre d'hôte, un gîte d'étape équestre. Le tourisme de la commune est essentiellement tournée vers les sports de plein air, notamment la randonnée pédestre et équestre, via le GR9 avec plusieurs circuits proposés. La commune bénéficie également de sa proximité de Nyons, avec quelques monuments à visiter.

## Culture locale et patrimoine

### Lieux et monuments
- Vieux village ruiné sur éminence et château fort[18].

L'ancien château fort est en ruine. Il n'en subsiste que quelques tours. Le donjon en est la partie la mieux conservée. Les fortifications du château et celle du village de Condorcet furent comprises au nombre des « places non frontières » dont l'édit royal de 1627 ordonna le démantèlement[réf. nécessaire].
- Église catholique Saint-Pons, reconstruite au XVIIe siècle[18].
- Reste d'un temple protestant dans le vieux village[18].
- Église Saint-Pierre de Condorcet du XIXe siècle[18].

### Patrimoine naturel
- Source d'eau salée (établissement thermal au XIXe siècle)[18].
- Minéralogie riche et variée (nombreuses mines)[18].

### Personnalités liées à la commune
- Marie Jean Antoine Nicolas de Caritat, marquis de Condorcet, célèbre conventionnel qui a illustré le nom du pays. Écrivain, philosophe et mathématicien, il est l'un des hommes politiques et des penseurs parmi les plus marquants de la Révolution française.

### Héraldique
| Blason de Condorcet | Blason  | Tiercé en pairle : au 1er d'argent au buste contourné et posé de trois-quarts de Nicolas de Caritat, marquis de Condorcet, au trait de gueules, au 2e d'azur à un dragon contourné d'or, armé et lampassé de sable, au 3e d'or à un dauphin d'azur, crêté, barbé, loré, peautré et oreillé de gueules. |
| Blason de Condorcet | Détails | Le blason évoque le marquis de Condorcet par son portrait et le dragon repris de ses armes. Le dauphin rappelle que le village fait partie du Dauphiné. Le statut officiel du blason reste à déterminer.                                                                                               |